# Oranje (Drente)
Oranje (52° 54′ N, 6° 27′ L) é uma cidade dos Países Baixos, na província de Drente. Oranje pertence ao município de Midden-Drente, e está situada a 13 km southwest of Assen.
A área de Oranje, que também inclui as partes periféricas da cidade, bem como a zona rural circundante, tem uma população estimada em 120 habitantes.